# 埼玉県立熊谷高等学校
埼玉県立熊谷高等学校（さいたまけんりつ くまがやこうとうがっこう）は、埼玉県熊谷市大原に所在する県立高等学校。

## 概要
1895年（明治28年）、埼玉県の第二尋常中学校として創設された。2010年度より埼玉県教育委員会の進学指導重点推進校、2011年度にはスーパーサイエンスハイスクールの指定を受けた。

## 校風・学校生活
校風
服装検査や頭髪検査、持ち物検査などの校規検査は一切行われない。また、愛校心が強く、生徒が自ら好んで肩を組み校歌を斉唱する習慣がみられる。
通称
近年では一般に「くまたか」とされていることが多い。古くは「くまこう」と呼ばれていたが、熊谷工業高校に「熊工」（くまこう）の通称が用いられるようになったため、両校を明確に区別するために次第に変化していったものである。校歌の歌詞にある「熊高」はくまこうと読むとされるが、これは伝統的にそう読まれると言われているにすぎず、正式に校歌中の「熊高」の読み方を明記する根拠文献は存在しない。応援歌では「熊高」をくまこうと読み、在校生･卒業生はくまこうと呼んでいる。
部活動
硬式野球部は、1949年・1951年・1982年に夏の甲子園に出場しており、1951年の大会においては準優勝した。このほか、剣道部、陸上部、軟式野球部、ラグビー部、水泳部、弓道部、ソフトテニス部、バレーボール部、山岳部、音楽部、サッカー部、将棋部などもインターハイや県大会に出場するなどの実績を残している。上級の大会に出場すると応援団による壮行会が開かれ、各クラスに手作りのビラが配られる。生徒は肩を組み、第二応援歌を歌って激励する。
授業
通常の文系・理系に加え、教科により少人数授業を実施している。また、土曜日の授業が隔週で行われており、夏季休業中には全50講座程度の補講があり生徒は自由に選択することができる。数学において大学の授業を先取り学習することが可能(但し、審査がある)。
設備
校舎は、各教室が集まるホームルーム棟（4階建て）、職員会議室などがある本館（3階建て）、そして各種理科室などがある理科棟（3階建て）の3つがある。このうち本館は1980年に竣工したものであるが、かつての本館（木造2階建て）は1978年3月18日に西半分を焼失した。なお、校歌に歌われている「赤甍」とは旧本館のそれを指し、現在の本館の赤甍風の屋根はそれの模倣であるが、部分的に旧本館の赤甍が使用されている。全館冷暖房完備。このほか、屋内型温水プール、記念館（図書館）、学生食堂、合宿棟などの設備があり。2009年8月には理科棟の床の張替が行われた。2016年からは埼玉県の新聞協会により無料で全国紙五紙が平日毎朝各クラスに配布されている。
校歌
作詞：石坂養平、作曲：山田耕筰。当時音楽教員であった荒井敬正が山田耕筰との間に交流があったことから作曲されたという経緯がある。
応援歌
六校応援団連盟による演技発表会「日輪の下に」や埼玉県立熊谷高等学校應援團演技発表会「勝利の伝統」があり、部活動応援で生かされる。一般の生徒がよく触れ、歌うのは応援歌は「第二」 一番である。
校外交流
埼玉県立浦和高校、川越高校、春日部高校との交流がある。音楽部は熊谷女子高校と毎年、合同定期演奏会を行っている。近年では熊谷市の姉妹都市として締結されたニュージーランド・インバーカーギル市に所在する Southland Boys' Highschool, 通称SBHS との交流がある。埼玉医科大学と共同研究を行っている。日本薬科大学と科学分野における連携協定を結んでいる。令和3年、埼玉医科大学や京都大学の教授と在校生のプロジェクトの成果として作成した論文が『Current Psychology』誌に掲載された。
その他
本校には夏目漱石の『坊つちやん』のモデルとなった教育者の弘中又一や翻訳家の草野柴二が教員として在籍していた。また、田山花袋の『田舎教師』のモデルとなった郷土作家の小林秀三、戦後バスケの功労者である鈴木正三、オリガ・サファイアの夫で外交官の清水威久が生徒として在籍していた。漫画『くまがヤン』(ヤングキングコミックス)において本校が描かれている。LunakateのMVが本校で撮影される。このMVには女優・モデルの白本彩奈も出演している。

## 部活動
運動部
- 硬式野球
- 軟式野球
- サッカー
- 水泳
- スキー
- 山岳
- ソフトテニス
- 硬式テニス
- 卓球
- バスケットボール
- バドミントン
- バレーボール
- ハンドボール
- ラグビー
- 陸上競技
- 弓道
- 剣道
- 柔道
- 應援團

文化部
- 物理
- 化学
- 生物
- 地学
- 音楽
- 将棋
- 書道
- 吹奏楽
- 美術
- 文芸
- 新聞
- 社会科研究

愛好会
- 囲碁
- 映画
- 英語
- クイズ研究
- 軽音楽
- 現代文化研究会
- 茶道
- ダンス
- 秩父支部劇
- 鉄道
- 特殊撮影
- パソコン
- フットサル
- ファンタジー
- 未来創造

最高戦歴(判明分のみ)
世界大会出場
- 水泳

全国大会出場
- 囲碁
- 硬式野球(全国2位)
- 自転車競技(全国1位)
- 将棋(団体全国ベスト8、全国新人大会3位)
- 書道
- スキー
- ソフトテニス
- バレーボール
- 陸上競技【ハンマー投げ】(全国11位)
- 陸上競技【110MH】

関東大会出場
- 音楽
- 弓道
- 剣道
- サッカー
- 山岳
- 柔道
- 軟式野球
- ラグビー
- 陸上競技【やり投げ】
- 陸上競技【8種競技】
- 陸上競技【4×400m】

県大会出場
- 硬式テニス
- 卓球
- バドミントン
- バスケットボール
- ハンドボール

應援團について
2008年公開の映画『フレフレ少女』や2012年放送のドラマ『放課後はミステリーとともに』の応援指導を本校の應援團や應援團OBが行った。

## 定時制
定時制の日課表
熊谷高校定時制では、１時限は「17：25～18：10」、給食は「18：10～18：35」、２時限は「18：35～19：20」、３時限は「19：25～20：10」、４時限は「20：15～21：00」となっている。
部活動
ハンドボール女子が、1953年に全国4位、1954年に全国3位になっている。

## 学校行事
40キロハイク
5月中・下旬ごろに行われる行事。戦前に熊谷から秩父の間で行われていた「剛健行軍」を再現したもので、1975年から実施されている。熊谷の荒川河川敷から秩父線上長瀞駅までのおよそ40キロを完歩する。
熊高祭
毎年9月に行われる、文化祭と体育祭の総称。文化祭に関しては、仲の良い者同士や部活動単位で「サークル」を形成し、そのサークル単位で出し物を行う。また、應援團による「勝利の伝統」や、「秩父支部劇」、女装してパフォーマンスなどを行う「ミス熊高」などが行われる。体育祭に関しては、2024年度から熊谷スポーツ文化公園陸上競技場で開催されることになり、珍棒（ちんぼう）を用いる「珍百足」（ちんむかで）や、全校での「騎馬戦」といった伝統的な種目が見られる。また、過去には水泳やタイヤ引きなどを連続して行い、体力と気力を試す個人競技「鉄の男」が実施されていた。
クロスカントリー大会
毎年11月頃に熊谷スポーツ文化公園で行われ、公園内10キロメートル走るという行事。通称「クロカン」。完走後に参加賞としてりんごが配られることが通例となっている。近年は実施されていない。
修学旅行
2年次の11月頃に行われる。大まかな行き先を学年で関西地方や九州地方、北海道などから選択する。また宿泊地をグループ毎に各自選択することができる。
例えば、行き先が関西地方の場合は、初日の広島が宿泊地として指定されているのみで、それ以降の宿泊地は岡山、神戸、高松、大阪などからグループごとに選択することができる。初日が広島、2日目が岡山、3日目が大阪、4日目が京都というグループがある一方、初日が広島、2日目が神戸、3日目が高松、4日目が京都、というグループがあるなど、自由に選択できる幅が広い。
このほかにも各種スポーツ大会（1年次:バレーボール・ラグビー、2年次:柔道・バスケットボール、3年次:テニス卓球・サッカー）や、百人一首大会（1年次）、水泳大会（各学年別）などがある。
生き生き仕事人
医師、研究者、弁護士、社長など本校の卒業生による進路選択の為の講演会。その他にも医学部医学科、東京大学、京都大学、東北大学、早稲田大学、慶應義塾大学、防衛大学校等の教授や在校生による講演会がある。

## 沿革
- 1895年（明治28年） - 埼玉縣第二尋常中學校（旧制）が設立される。
- 1899年（明治32年） - 埼玉県第二中学校と改称する。
- 1901年（明治34年） - 埼玉県立熊谷中学校と改称する。
- 1910年（明治43年） - 渋沢栄一が講演会のため本校に訪れる。
- 1912年 (明治45年)  - 大隈重信が講演会のため本校に訪れる。
- 1918年（大正7年） - 制服が変わる(国防色の上下となる)。
- 1944年（昭和19年） - 群馬県小泉町にある中島飛行機小泉製作所などで人材が必要になり勤労動員体制が強化されたことにより、熊谷中学校の生徒も動員された。
- 1946年（昭和21年） - 昭和天皇巡幸の途次に行幸（昭和天皇の戦後巡幸の一環）[16]。
- 1948年（昭和23年） - 埼玉県立熊谷高等学校（新制）と改称。通信教育部設置。寄居分校、妻沼分校、深谷分校開校。
- 1949年（昭和24年） - 第31回全国高等学校野球選手権大会に出場。吉岡分校開校。
- 1951年（昭和26年） - 第33回全国高等学校野球選手権大会に出場。準優勝する。
- 1957年（昭和32年） - 通信教育部、浦高に統合される。(現・大宮中央高等学校)
- 1959年（昭和34年） - 寄居分校独立する。(現・寄居城北高等学校)
- 1961年（昭和36年） - 深谷分校廃校となる。
- 1969年（昭和44年） - 制服、制帽の規制を廃し、服装自由となる。
- 1978年（昭和53年） - 赤甍校舎が火災により焼失する。
- 1981年（昭和56年） - 妻沼分校廃校となる。
- 1982年（昭和57年） - 第64回全国高等学校野球選手権大会に出場。吉岡分校廃校となる。
- 1985年（昭和60年） - 熊谷中学校校歌碑が建立。
- 1994年（平成6年） - SBHS(ニュージーランド)との交流開始。
- 1995年（平成7年） - 創立100周年記念式典挙行される。県下公立高校初の開閉式屋根をもつ屋内温水プール竣工。くぬぎ会館建設、熊谷高校校歌碑建立。
- 1996年（平成8年） - 埼玉県立浦和高校との百年対決を決行。
- 2000年（平成12年） - 生き生き仕事人開始。
- 2006年（平成18年） - 医歯薬クラス設置
- 2008年（平成20年） - 紫雲塾講座実施。
- 2010年（平成22年） - 埼玉県より進学指導重点推進校に指定される。
- 2011年（平成23年） - 文部科学省より第1期スーパーサイエンスハイスクールに認定される。
- 2012年（平成24年） - 紫雲塾講座終了。
- 2015年（平成27年） - 熊高森づくりの会による記念植樹。金子兜太氏句碑建立。
- 2016年（平成28年） - 第1年次生より単位制教育課程を導入。単位制の導入に伴い医歯薬クラス廃止
- 2017年（平成29年） - 文部科学省より第２期スーパーサイエンスハイスクールに認定される。
- 2018年（平成30年） -「坊ちゃん」、「田舎教師」記念碑建立。
- 2019年（令和元年） - 川端康成の書簡が寄贈される。
- 2022年（令和4年） - ペリー高校(アメリカ)との交流を開始。

## 交通アクセス
- JR熊谷駅より徒歩25分
- 秩父鉄道秩父本線上熊谷駅・石原駅より徒歩15分
- 朝日バス熊谷駅-妻沼仲町経由-太田駅・西小泉駅・妻沼聖天前・（東武CITY）妻沼 各線：気象台入口停留所または円光停留所下車、徒歩5分

## 著名な関係者

### 医師・医療関連
- 新井家光 - 元埼玉県議会議員、元深谷市長
- 新井達太 - 埼玉県立循環器呼吸器病センター名誉総長 、発明したSAM弁が万国博覧会において展示される。
- 井上重治 - 抗菌アロマセラピーの第一人者、抗生物質『メイセリン』を発明。
- 内田全一 - 元秩父市長
- 内山真一郎 - 山王メディカルセンター脳血管センター長・長島茂雄主治医
- 梅澤実 - 元横浜市立大学学長
- 大野修嗣 - 国際東洋医学会理事
- 奥澤宏幸 - 第一三共社長
- 押田茂實 - 日本大学医学部法医学教授、DNA型鑑定の第一人者
- 加部一彦 - 埼玉医科大学教授・文仁親王妃紀子の出産を担当（悠仁親王）
- 小林直人 - 愛媛大学副学長、総合医学教育センター長
- 小宮義孝 - 寄生虫学者　元群馬大学教授
- 斎藤茂八 - 元熊谷市長、薬剤師
- 武田文和 - WHO専門家諮問部会委員、埼玉県立がんセンター元総長、がん疼痛治療の第一人者
- 堤治 - 山王病院名誉病院長・皇后雅子の出産を担当（愛子内親王）
- 貫井英明 - 元山梨大学学長
- 藤重貞慶 - 元ライオン社長、ACジャパン理事長、日本マーケティング協会会長、日本卓球協会会長
- 松尾仁 - 元国立衛生試験所長
- 山村秀夫 - 東京大学 医学部名誉教授、日本麻酔学会創設者

### 政治・行政
- 綾川武治 - 元衆議院議員、『日本』編集局長、東京大学新聞創刊に関わる。
- 飯嶋康弘 - 元国土交通省航空局次長、元世界観光機関アジア太平洋センター副代表
- 井形卓三 - 初代文京区長
- 伊佐山伊三郎 - 朝鮮総督府道獣医官
- 石川一衛 - 元参議院議員
- 石坂養平 - 元衆議院議員、埼玉県議会議員、文芸評論家
- 今村延雄 - 元南河原村長
- 江利川毅 - 元厚生労働事務次官、元内閣府事務次官、人事院総裁
- 奥貫賢一 - 元行田市長
- 神山敬次 - 元国土交通大学校長
- 鴨田宗一 - 元衆議院議員（7期）、元熊谷市長（3期）、従三位勲一等、熊谷市名誉市民
- 鴨田利太郎 - 元衆議院議員（2期）
- 北爪由紀夫 - 元カタール 駐箚 特命全権大使、双日取締役
- 清野和彦 - 秩父市長
- 工藤正司 - (定)元行田市長
- 黒田海之助 - 元熊谷市長
- 桑原茂裕 - 元金融庁検査局長、元日本銀行理事、アフラック生命保険取締役副会長
- 桑原政夫 - 元基隆市長
- 小島敏男 - 文部科学副大臣
- 坂本森男 - 元自治大学校長　消防庁長官
- 佐々木正峰 - 元文化庁長官、国立科学博物館長
- 島田博 - 元鴻巣市長、元埼玉県議会議長
- 高田直芳 -埼玉県教育委員会教育長
- 高田良平 - 元衆議院議員
- 武政郁三 -  榛沢村長、資産家
- 田並胤明 - 元衆議院議員
- 塚田千裕 - 元ブラジル駐箚特命全権大使、迎賓館元館長
- 坪井龍文 - 元防衛研究所長、元内閣安全保障室長
- 戸苅利和 - 元厚生労働事務次官、高齢・障害者雇用支援機構理事長
- 富岡清 - 元熊谷市長、元埼玉県議会議員
- 富田能成 - 横瀬町長
- 中川直木 - 元行田市長
- 野崎源三郎 - 元鴻巣市長
- 萩原彦三 - 元咸鏡南道知事、元拓務次官
- 馬場秀夫 - 元行田市長、元衆議院議員
- 藤原弘 - 元根室市長、元根室支庁長
- 増田敏男（旧制中学退学 - 少年航空兵） - 元熊谷市長、元衆議院議員・厚生労働副大臣等
- 松岡秀夫 - 元衆議院議員
- 松崎朝治 - 元衆議院議員
- 松崎健吉 - 元造幣庁長官
- 松永綠郎 - 元埼玉県副知事、元桶川町長
- 松本恒夫 - 元小川町長
- 宮城音五郎 - 元宮城県知事
- 武藤勝彦 - 初代国土地理院長
- 森田光一 - 東松山市長
- 森田俊和 - 衆議院議員、元埼玉県議会議員
- 山崎俊巳 - 元総務省大臣官房総括審議官、元内閣官房内閣審議官
- 吉野一之助 - 元南河原村長
- 吉野都美男 - 元南河原村長

### 経済
- 石井進 - AGS元社長
- 伊藤啓介 - 高岳製作所元取締役、いとうあさこの祖父
- 井上栄一 - 赤城乳業設立者
- 浦野文男 - PENTAX元社長
- 大島敏 - がってん寿司創業者
- 大塚陸毅 - 東日本旅客鉄道（JR東日本）相談役、元同社代表取締役社長、日本経団連副会長等歴任
- 柿原謙一 - 秩父鉄道元社長
- 清川浩男 - 三菱マテリアル取締役副社長、宇部三菱セメント取締役社長
- 小坂哲瑯 - 日比谷松本楼元代表取締役会長、孫文の支援者として知られる梅屋庄吉は義祖父。
- 桜沢千蔵 - 日東製粉(現・日東富士製粉)元社長
- 清水藤左衛門 - 埼玉無尽株式会社(現・三井住友銀行)創業者
- 須田征男 - 元東鉄工業社長、元北海道旅客鉄道会長
- 田中順一 - アダストリアマーケティング本部長、『.st』の仕掛人、本田技研工業のCM『耕うん機初恋編』に出演
- 土屋哲雄 - ワークマン専務取締役、三井物産デジタル創業者
- 長島恭助 - 旧埼玉銀行（現埼玉りそな銀行）元・頭取、会長、協和埼玉銀行元・相談役
- 根岸忠雄 - 元東邦チタニウム社長
- 村上義之助 - 埼玉縣信用金庫創業者、全国信用金庫連合会(現・信金中央金庫)元会長
- 森章 - 元沖電気工業社長

### 学者・研究者
- 浅見義弘 - 北海道大学教授
- 石川弘道 - 元高崎経済大学学長
- 石川光庸 - 京都大学名誉教授
- 井上宇市 - 早稲田大学名誉教授
- 井上幸治 - 西洋史学者　元津田塾大学教授
- 今村都南雄 - 山梨学院大学法学部教授、中央大学法学部名誉教授
- 伊藤公雄 - 大阪大学・京都大学名誉教授、京都産業大学教授
- 内井昭蔵 - 京都大学、滋賀県立大学教授。皇居・吹上御苑の新御所設計者
- 大久保智生 - 心理学者、香川大学准教授
- 川野辺敏 - 元常葉学園大学教授、元星槎大学副学長
- 倉林正次 - 元国学院短期大学学長、ボン大学教授
- 桑子敏雄 - 東京工業大学大学院社会理工学研究科教授
- 国分泰雄 - ものつくり大学学長、横浜国立大学元副学長、光ファイバー実用化に貢献
- 小島孝夫 - 成城大学文芸学部教授
- 小林圭二 - 京都大学元講師
- 坂本忠久 - 東北大学大学院法学研究科教授
- 佐藤吉信 - 東京海洋大学教授・日本信頼性学会元会長
- 塩原肇 - 東京大学地震研究所教授
- 嶋村紘輝 - 早稲田大学名誉教授
- 須田利美 - 東北大学教授、『ニホニウム』発見に貢献する。オンライン生成の不安定核との電子錯乱実験に世界で初めて成功
- 関根義彦 - 三重大学大学院生物資源学研究科教授
- 薗田稔 - 京都大学名誉教授、秩父神社宮司
- 髙橋秀裕 - 元大正大学学長
- 田嶋一 - 國學院大學名誉教授
- 竹本修三 - 京都大学大学院理学研究科教授
- 田代順孝 - 千葉大学園芸学部名誉教授
- 田村均 - 埼玉大学教育学部教授
- 千代田邦夫 - 立命館大学名誉教授
- 鳥塚賀治 - 東北大学教授
- 中川コージ - IIMインド管理大学リサーチフェロー、月刊中国ニュース編集長
- 中澤渉 - 立教大学社会学部教授
- 根岸雅史 - 東京外国語大学教授
- 蓮見惠司 - 東京農工大学教授、ティムス創業者
- 浜日出夫 - 慶應義塾大学教授
- 原田範行 - 慶應義塾大学文学部人文社会学科教授
- 樋口忠彦 - 京都大学大学院工学研究科教授
- 細川亮一 - 九州大学 名誉教授
- 松本健一 - 麗澤大学教授、日本思想史研究者、司馬遼太郎賞受賞
- 松本直司 - 名古屋工業大学教授
- 三橋順子 - トランスジェンダーの社会・文化史研究家
- 三友國五郎 - 鹿児島大学教授、吉野ヶ里遺跡発見者
- 宮川公男 - 一橋大学名誉教授、大韓民国第20代大統領尹錫悦の父である尹起重と共同研究を行っていた。
- 村田安穂 - 早稲田大学名誉教授
- 茂木貞純 - 國學院大學教授
- 山岸久雄 - 国立極地研究所名誉教授、南極観測隊観測隊長
- 山口淳二 - 北海道大学理事・副学長
- 山崎聡一郎 - 教育研究者、ミュージカル俳優、写真家、『こども六法』の著者
- 吉田宏晢 - 大正大学名誉教授
- 米倉迪夫 - 東京文化財研究所名誉研究員、元上智大学教授
- 若狭蔵之助 - 鳥取大学教授、フレネ教育研究会設立者
- 渡辺昭五 - 大妻女子大学名誉教授

### スポーツ
- 荻原隆 - 元プロ野球選手
- 田岡利久 - 元プロ野球選手
- 服部茂次 - 元プロ野球選手
- 福島郁夫 - 元プロ野球選手
- 横川賢次 - 元立教大学野球部監督
- 宿澤広朗 - 元ラグビー日本代表監督
- 三木博計 - 元ジェフユナイテッド千葉社長
- 渡邉誠吾 - 元大宮アルディージャ社長
- 山岸範宏 - 元プロサッカー選手、元サッカー日本代表
- 小林政春 - 元競輪選手
- 北條巧 - トライアスロン選手
- 村山又芳 - 1932年ロサンゼルスオリンピック日本代表（ボート）

### 音楽・美術
- 秋葉正志 - ザ・ビートモーターズ
- 葛城哲哉 - ロックギタリスト
- 里見明正 - 洋画家
- 杉田裕 - THE JAYWALK、NHK紅白歌合戦出場
- 須田剋太 - 洋画家、『街道をゆく』の挿絵を担当
- 原田勇雅 - 声楽家、オペラ歌手
- 平岡均之 - 作曲家、教科書掲載の童謡『若葉』を作曲。
- 福住朗 - 元ベルウッドレコード専務。中山美穂を見いだし、『世界中の誰よりきっと』の作曲に関わる。
- 森圭一郎 - (定)シンガーソングライター
- 森学 - 版画家・日本画家・洋画家
- 森田恒友 - 洋画家（中退）

### 俳優・タレント
- 相島一之 - 俳優
- 市川治 - 声優
- 内田英輔 - お笑いコンビ・バッドナイス
- 甲斐田良太 - お笑いコンビ・フェードロー
- 田島亨祐 - 劇団四季
- カズレーザー - お笑いコンビ・メイプル超合金
- あかいらか - お笑いコンビ
- 北川智繪 - 声優
- 沢りつお - 声優
- 鳥羽陽之助 - 俳優
- 長谷川ヨシテル -  お笑い芸人
- 渡邉勝馬 - 劇団四季

### 詩歌文芸
- 石島雉子郎 - 俳人、救世軍大佐
- 宇野信夫 - 歌舞伎・戯曲
- 江森国友 - 詩人
- 金子兜太 - 俳人
- 久谷雉 - 詩人・中原中也賞受賞
- 鴻池留衣 - 小説家
- 島口大樹 - 小説家
- 戸矢学 - 作家
- 中島信文 - 作家
- 山本容朗 - 文芸評論家

### メディア関連
- 秋笹政之輔 - 日本共産党中央委員、日本共産党スパイ査問事件に加わる。『赤旗』元編集長
- 飯田和孝 - TBSドラマプロデューサー
- 池田耕一郎 - NHKアナウンサー
- 江森陽弘 - 元朝日新聞論説委員
- 大野治夫 - 気象予報士
- 斎藤勉 - 産業経済新聞社取締役副社長 ソビエト連邦崩壊（共産党独裁の放棄）を世界に先駆けスクープした。
- 佐藤克樹 - NHKアナウンサー
- 佐藤健 - 元毎日新聞論説委員
- 関口健 - NHKアナウンサー
- 長島又男 - 機関紙連合通信社設立者、日本機関紙通信社元理事長
- 広瀬嘉夫 - NHKアナウンサー
- 増田卓 - NHKアナウンサー
- 持田直武 - NHK解説主幹
- 山崎安雄 - 評論家
- 吉田匠 - モータージャーナリスト

### 法職・士業
- 清水勉 - 弁護士　明るい警察を実現する全国ネットワーク代表

### サブカル
- 伊藤隼之介 - アニメプロデューサー・日本アカデミー賞受賞
- 猪原賽 - 漫画家
- 入江悠 - 映画監督
- 近藤信輔 - 漫画家
- 代島治彦 - 映画プロデューサー・映画監督
- 根岸耕一 - 日活向島撮影所長、日活常務取締役
- 原正人 - 映画プロデューサー・アスミック・エース創業者
- 堀口レオ - 漫画家

### その他
- 小林秀三 - 教師、田山花袋の小説『田舎教師』のモデル
- 宮崎利秀 - 教師、文芸家、杉森久英の小説『黄色のバット』のモデル
- 関口照生 - 写真家・コメンテーター
- 山田醇 - 建築家
- 浅井堂岐 - プロ雀士
- 新井啓文 - プロ雀士
- 石川愛 - 陸軍中将
- 森田親三 - 陸軍主計中将
- 渡辺甲一 - 陸軍軍医中将
- 花輪滋實 - 国選定保存技術保持者

### 教職員経験者
- 石橋幸太郎 - 東京教育大学名誉教授
- 小沢愛次郎 - 衆議院議員、全日本剣道連盟剣道殿堂顕彰
- 海後勝雄 - 国民精神総動員中央連盟事務局、福島大学長
- 古賀毅 - 福岡女子大学長
- 坂井貴文 - 埼玉大学長
- 杉森久英 - 小説家、直木賞受賞
- 中山仁 - 新潟大学教授、1940年東京オリンピック日本代表候補
- 根井久吾 - 元宮崎市長、国立台北教育大学長
- 弘中又一 - 教育家、夏目漱石の小説『坊っちゃん』のモデル
- 船戸安之 - 作家
- 村越三千男 - 博物学者、『大植物図鑑』の著者
- 渡辺世祐 - 明治大学、國學院大學教授

## 脚註
1. ↑  「われら」（熊谷高校生徒会発行）第50号 17、21頁
2. ↑  森岡浩『高校野球甲子園全出場校大事典』東京堂出版、2000年、85-86頁。ISBN 978-4490105414。
3. ↑  http://www.kumagaya-h.spec.ed.jp/zen/index.php?action=journal_view_main_detail&block_id=65&p_id=831&nc_session=3e7df04106c7456223361695fe45d61d
4. ↑  『熊谷高校百周年誌』「甲子園大会出場と新校歌の誕生」（記：鈴木長作）606-608頁
5. ↑  “熊谷高校応援団公式ホームページ”. 2024年11月22日閲覧。
6. ↑  “国際交流”. 熊高公式サイト. 2009年2月14日閲覧。
7. ↑  umin「大学病院医療情報ネットワーク」に登録医大との共同研究2024年5月9日閲覧
8. ↑  日本薬科大学5月21日(火)埼玉県立熊谷高等学校と科学分野における連携協定を結びました。2024年5月9日閲覧
9. ↑  埼玉県高等学校国語科教育研究会埼玉現代文学事典編集委員会 編『埼玉現代文学事典』埼玉県高等学校国語科教育研究会、1990年、166, 258-261頁。 NCID BN06037676。
10. ↑  埼玉県教育局. “「坊ちゃん」と「田舎教師」の記念碑除幕式”. kumagaya-h.spec.ed.jp. 2020年6月18日閲覧。
11. ↑  出口競『校歌ローマンス』 続、実業之日本社、1919年。NDLJP:937622。
12. ↑  日本スポーツ協会 編『日本スポーツ人名辞典』 昭和8年版、日本スポーツ協会、1933年。NDLJP:1145549。
13. ↑  東京外国語学校 編『東京外国語学校一覧自大正13年至14年』東京外国語学校、1926年。NDLJP:941196/54。
14. ↑  “開校記念日にあたって〜熊谷高117年の歴史” (PDF).   埼玉県立熊谷高等学校 (2012年10月1日). 2016年9月7日閲覧。
15. ↑  “旬熊 40キロハイク無事終了”.   埼玉県立熊谷高等学校 (2016年5月31日). 2016年9月7日閲覧。
16. ↑  原武史『昭和天皇御召列車全記録』新潮社、2016年9月30日、91頁。ISBN 978-4-10-320523-4。